# Interlands Frans voetbalelftal 1940-1949
Deze pagina toont een chronologisch en gedetailleerd overzicht van de interlands die het Frans voetbalelftal heeft gespeeld in de periode 1940 – 1949.

## Interlands

### 1940
|                                                                       |                                             |       |                            |                                                                                      |
| 28 januari Vriendschappelijk № 155 «onderlinge duels» 14:15 uur (UTC) | Frankrijk                                   | 3 – 2 | Portugal                   | Parc des Princes, Parijs Toeschouwers: 18.083 Scheidsrechter: Edwin Bainbridge (ENG) |
| 28 januari Vriendschappelijk № 155 «onderlinge duels» 14:15 uur (UTC) | Oscar Heisserer 17' Désiré Koranyi 23', 75' |       | 83', 85' Fernando Peyroteo | Parc des Princes, Parijs Toeschouwers: 18.083 Scheidsrechter: Edwin Bainbridge (ENG) |

### 1941
Geen interlands gespeeld

### 1942
|                                                                      |           |                                        |             |                                                                                      |
| 8 maart Vriendschappelijk № 156 «onderlinge duels» 15:00 uur (UTC+1) | Frankrijk | 0 – 2                                  | Zwitserland | Stade Vélodrome, Marseille Toeschouwers: 36.000 Scheidsrechter: Pedro Escartín (ESP) |
| 8 maart Vriendschappelijk № 156 «onderlinge duels» 15:00 uur (UTC+1) |           | 14' Lauro Amadò 23' Ruedi Kappenberger |             | Stade Vélodrome, Marseille Toeschouwers: 36.000 Scheidsrechter: Pedro Escartín (ESP) |

|                                                                       |                                  |       |           |                                                                                          |
| 15 maart Vriendschappelijk № 157 «onderlinge duels» 16:30 uur (UTC+1) | Spanje                           | 4 – 0 | Frankrijk | Estadio de Nervión, Sevilla Toeschouwers: 15.000 Scheidsrechter: António Palhinhas (POR) |
| 15 maart Vriendschappelijk № 157 «onderlinge duels» 16:30 uur (UTC+1) | Campos 4', 68' Mundo 38' Epi 85' |       |           | Estadio de Nervión, Sevilla Toeschouwers: 15.000 Scheidsrechter: António Palhinhas (POR) |

### 1943
Geen interlands gespeeld

### 1944
|                                                                          |                                                        |       |                      |                                                                                 |
| 24 december Vriendschappelijk № 158 «onderlinge duels» 14:30 uur (UTC+1) | Frankrijk                                              | 3 – 1 | België               | Parc des Princes, Parijs Toeschouwers: 24.095 Scheidsrechter: Paul Tréhou (FRA) |
| 24 december Vriendschappelijk № 158 «onderlinge duels» 14:30 uur (UTC+1) | André Simonyi 38' Henri Arnaudeau 42' Alfred Aston 79' |       | 83' François De Wael | Parc des Princes, Parijs Toeschouwers: 24.095 Scheidsrechter: Paul Tréhou (FRA) |

### 1945
|                                                                      |                            |       |           | |
| 8 april Vriendschappelijk № 159 «onderlinge duels» 15:00 uur (UTC+1) | Zwitserland                | 1 – 0 | Frankrijk | Stade Olympique de la Pontaise, Lausanne Toeschouwers: 25.000 Scheidsrechter: Georges Capdeville (FRA) |
| 8 april Vriendschappelijk № 159 «onderlinge duels» 15:00 uur (UTC+1) | Hans-Peter Friedländer 59' |       |           | Stade Olympique de la Pontaise, Lausanne Toeschouwers: 25.000 Scheidsrechter: Georges Capdeville (FRA) |

|                                                                     |          |                                      |           | |
| 26 mei Vriendschappelijk № 160 «onderlinge duels» 15:00 uur (UTC+2) | Engeland | 2 – 2                                | Frankrijk | Wembley Park, Londen (British Empire Exhibition) Toeschouwers: 60.000 Scheidsrechter: George Reader (ENG) |
| 26 mei Vriendschappelijk № 160 «onderlinge duels» 15:00 uur (UTC+2) |          | 44' Ernest Vaast 90' Oscar Heisserer |           | Wembley Park, Londen (British Empire Exhibition) Toeschouwers: 60.000 Scheidsrechter: George Reader (ENG) |

|                                                                         |                                              |       |                    |                                                                           |
| 6 december Vriendschappelijk № 161 «onderlinge duels» 14:00 uur (UTC+1) | Oostenrijk                                   | 4 – 1 | Frankrijk          | Praterstadion, Wenen Toeschouwers: 55.000 Scheidsrechter: Jean Lutz (SUI) |
| 6 december Vriendschappelijk № 161 «onderlinge duels» 14:00 uur (UTC+1) | Karl Decker 14', 16', 79' Leopold Neumer 68' |       | 8' Émile Bongiorni | Praterstadion, Wenen Toeschouwers: 55.000 Scheidsrechter: Jean Lutz (SUI) |

|                                                                          |                                           |       |           |                                                                                            |
| 15 december Vriendschappelijk № 162 «onderlinge duels» 15:00 uur (UTC+1) | België                                    | 2 – 1 | Frankrijk | Oscar Bossaertstadion, Brussel Toeschouwers: 23.576 Scheidsrechter: Aad van Welzenes (NED) |
| 15 december Vriendschappelijk № 162 «onderlinge duels» 15:00 uur (UTC+1) | François Sermon 19', 33' Alfred Aston 77' |       |           | Oscar Bossaertstadion, Brussel Toeschouwers: 23.576 Scheidsrechter: Aad van Welzenes (NED) |

### 1946
|                                                                      |                                           |       |                   |                                                                                                  |
| 7 april Vriendschappelijk № 163 «onderlinge duels» 15:00 uur (UTC+1) | Frankrijk                                 | 3 – 0 | Tsjecho-Slowakije | Stade olympique Yves-du-Manoir, Colombes Toeschouwers: 52.242 Scheidsrechter: Eugen Scherz (SUI) |
| 7 april Vriendschappelijk № 163 «onderlinge duels» 15:00 uur (UTC+1) | Ernest Vaast 15', 75' Oscar Heisserer 83' |       |                   | Stade olympique Yves-du-Manoir, Colombes Toeschouwers: 52.242 Scheidsrechter: Eugen Scherz (SUI) |

|                                                                       |                                          |       |                  |                                                                                   |
| 14 april Vriendschappelijk № 164 «onderlinge duels» 16:00 uur (UTC+1) | Portugal                                 | 2 – 1 | Frankrijk        | Estádio Nacional, Oeiras Toeschouwers: 62.000 Scheidsrechter: George Reader (ENG) |
| 14 april Vriendschappelijk № 164 «onderlinge duels» 16:00 uur (UTC+1) | Antonio Araújo 39' Fernando Peyroteo 72' |       | 68' Ernest Vaast | Estádio Nacional, Oeiras Toeschouwers: 62.000 Scheidsrechter: George Reader (ENG) |

|                                                                    |                                                       |       |                       | |
| 5 mei Vriendschappelijk № 165 «onderlinge duels» 15:00 uur (UTC+1) | Frankrijk                                             | 3 – 1 | Oostenrijk            | Stade olympique Yves-du-Manoir, Colombes Toeschouwers: 57.205 Scheidsrechter: Paul von Wartburg (SUI) |
| 5 mei Vriendschappelijk № 165 «onderlinge duels» 15:00 uur (UTC+1) | Ernest Vaast 66' Oscar Heisserer 83' Lucien Leduc 86' |       | 23' Wilhelm Hahnemann | Stade olympique Yves-du-Manoir, Colombes Toeschouwers: 57.205 Scheidsrechter: Paul von Wartburg (SUI) |

|                                                                     |                                  |       |                 |                                                                                                  |
| 19 mei Vriendschappelijk № 166 «onderlinge duels» 15:00 uur (UTC+1) | Frankrijk                        | 2 – 1 | Engeland        | Stade olympique Yves-du-Manoir, Colombes Toeschouwers: 58.481 Scheidsrechter: Eugen Scherz (SUI) |
| 19 mei Vriendschappelijk № 166 «onderlinge duels» 15:00 uur (UTC+1) | Jean Prouff 54' Ernest Vaast 78' |       | 80' Jimmy Hagan | Stade olympique Yves-du-Manoir, Colombes Toeschouwers: 58.481 Scheidsrechter: Eugen Scherz (SUI) |

### 1947
|                                                                       |                |       |          |                                                                                                  |
| 23 maart Vriendschappelijk № 167 «onderlinge duels» 15:00 uur (UTC+1) | Frankrijk      | 1 – 0 | Portugal | Stade olympique Yves-du-Manoir, Colombes Toeschouwers: 57.791 Scheidsrechter: Jack Barrick (ENG) |
| 23 maart Vriendschappelijk № 167 «onderlinge duels» 15:00 uur (UTC+1) | René Bihel 41' |       |          | Stade olympique Yves-du-Manoir, Colombes Toeschouwers: 57.791 Scheidsrechter: Jack Barrick (ENG) |

|                                                                    |                                                 |       |           |                                                                         |
| 3 mei Vriendschappelijk № 168 «onderlinge duels» 15:30 uur (UTC+2) | Engeland                                        | 3 – 0 | Frankrijk | Highbury, Londen Toeschouwers: 54.389 Scheidsrechter: Louis Baert (BEL) |
| 3 mei Vriendschappelijk № 168 «onderlinge duels» 15:30 uur (UTC+2) | om Finney 50' Wilf Mannion 64' Raich Carter 77' |       |           | Highbury, Londen Toeschouwers: 54.389 Scheidsrechter: Louis Baert (BEL) |

|                                                                     |                                                         |       |           | |
| 26 mei Vriendschappelijk № 169 «onderlinge duels» 15:00 uur (UTC+1) | Frankrijk                                               | 4 – 0 | Nederland | Stade olympique Yves-du-Manoir, Colombes Toeschouwers: 38.215 Scheidsrechter: Stanley Boardman (ENG) |
| 26 mei Vriendschappelijk № 169 «onderlinge duels» 15:00 uur (UTC+1) | René Alpsteg 17' Jean Baratte 60', 86' Georges Dard 75' |       |           | Stade olympique Yves-du-Manoir, Colombes Toeschouwers: 38.215 Scheidsrechter: Stanley Boardman (ENG) |

|                                                                     |                                                         |       |                                     |                                                                                                |
| 1 juni Vriendschappelijk № 170 «onderlinge duels» 15:00 uur (UTC+1) | Frankrijk                                               | 4 – 2 | België                              | Stade olympique Yves-du-Manoir, Colombes Toeschouwers: 35.176 Scheidsrechter: Jan Beneda (TCH) |
| 1 juni Vriendschappelijk № 170 «onderlinge duels» 15:00 uur (UTC+1) | Ernest Vaast 13', 84' Jean Baratte 77' Georges Dard 83' |       | 17' Bert De Cleyn 76' Henri Coppens | Stade olympique Yves-du-Manoir, Colombes Toeschouwers: 35.176 Scheidsrechter: Jan Beneda (TCH) |

|                                                                     |                                     |       |                  |                                                                                                   |
| 8 juni Vriendschappelijk № 171 «onderlinge duels» 15:00 uur (UTC+1) | Zwitserland                         | 1 – 2 | Frankrijk        | Stade Olympique de la Pontaise, Lausanne Toeschouwers: 34.000 Scheidsrechter: George Reader (ENG) |
| 8 juni Vriendschappelijk № 171 «onderlinge duels» 15:00 uur (UTC+1) | Jacques Fatton 16' Jean Baratte 44' |       | 36' René Alpsteg | Stade Olympique de la Pontaise, Lausanne Toeschouwers: 34.000 Scheidsrechter: George Reader (ENG) |

|                                                                        |                                          |       |                                               |                                                                                       |
| 23 november Vriendschappelijk № 172 «onderlinge duels» 15:00 uur (UTC) | Portugal                                 | 2 – 4 | Frankrijk                                     | Estádio Nacional, Oeiras Toeschouwers: 70.000 Scheidsrechter: Paul von Wartburg (SUI) |
| 23 november Vriendschappelijk № 172 «onderlinge duels» 15:00 uur (UTC) | Fernando Peyroteo 32' Antonio Araújo 71' |       | 47', 51', 77' Ernest Vaast 85' Larbi Benbarek | Estádio Nacional, Oeiras Toeschouwers: 70.000 Scheidsrechter: Paul von Wartburg (SUI) |

### 1948
|                                                                      |                                                     |       |                         |                                                                                                  |
| 4 april Vriendschappelijk № 173 «onderlinge duels» 15:00 uur (UTC+1) | Frankrijk                                           | 1 – 3 | Italië                  | Stade olympique Yves-du-Manoir, Colombes Toeschouwers: 60.074 Scheidsrechter: Arthur Ellis (ENG) |
| 4 april Vriendschappelijk № 173 «onderlinge duels» 15:00 uur (UTC+1) | Riccardo Carapellese 31', 38' Guglielmo Gabetto 36' |       | 71' (pen.) Jean Baratte | Stade olympique Yves-du-Manoir, Colombes Toeschouwers: 60.074 Scheidsrechter: Arthur Ellis (ENG) |

|                                                                     |                                                         |       |           | |
| 23 mei Vriendschappelijk № 174 «onderlinge duels» 15:00 uur (UTC+1) | Frankrijk                                               | 3 – 0 | Schotland | Stade olympique Yves-du-Manoir, Colombes Toeschouwers: 46.032 Scheidsrechter: Karel van der Meer (NED) |
| 23 mei Vriendschappelijk № 174 «onderlinge duels» 15:00 uur (UTC+1) | Émile Bongiorni 55' Pierre Flamion 60' Jean Baratte 79' |       |           | Stade olympique Yves-du-Manoir, Colombes Toeschouwers: 46.032 Scheidsrechter: Karel van der Meer (NED) |

|                                                                     |                                                         |       |                                         |                                                                             |
| 6 juni Vriendschappelijk № 175 «onderlinge duels» 17:00 uur (UTC+1) | België                                                  | 4 – 2 | Frankrijk                               | Heizelstadion, Brussel Toeschouwers: 52.873 Scheidsrechter: Dirk Nijs (NED) |
| 6 juni Vriendschappelijk № 175 «onderlinge duels» 17:00 uur (UTC+1) | Freddy Chaves 10', 89' Henri Govard 76' Jef Mermans 85' |       | 47' Antoine Cuissard 74' Larbi Benbarek | Heizelstadion, Brussel Toeschouwers: 52.873 Scheidsrechter: Dirk Nijs (NED) |

|                                                                      |                   |                                                            |           |                                                                                    |
| 12 juni Vriendschappelijk № 176 «onderlinge duels» 18:30 uur (UTC+2) | Tsjecho-Slowakije | 0 – 4                                                      | Frankrijk | Letná Stadion, Praag Toeschouwers: 52.000 Scheidsrechter: Karel van der Meer (NED) |
| 12 juni Vriendschappelijk № 176 «onderlinge duels» 18:30 uur (UTC+2) |                   | 62' Albert Batteux 66', 89' Jean Baratte 74' Henri Baillot |           | Letná Stadion, Praag Toeschouwers: 52.000 Scheidsrechter: Karel van der Meer (NED) |

|                                                                         |                                         |       |                                                     |                                                                                               |
| 17 oktober Vriendschappelijk № 177 «onderlinge duels» 15:00 uur (UTC+1) | Frankrijk                               | 3 – 3 | België                                              | Stade olympique Yves-du-Manoir, Colombes Toeschouwers: 55.600 Scheidsrechter: Jean Lutz (SUI) |
| 17 oktober Vriendschappelijk № 177 «onderlinge duels» 15:00 uur (UTC+1) | Pierre Flamion 9', 50' Jean Baratte 22' |       | 23' Jef Mermans 52' Léopold Anoul 66' Freddy Chaves | Stade olympique Yves-du-Manoir, Colombes Toeschouwers: 55.600 Scheidsrechter: Jean Lutz (SUI) |

### 1949
|                                                                       |                                              |       |                 |                                                                                          |
| 23 april Vriendschappelijk № 178 «onderlinge duels» 16:00 uur (UTC+1) | Nederland                                    | 4 – 1 | Frankrijk       | Stadion Feijenoord, Rotterdam Toeschouwers: 64.000 Scheidsrechter: Laurent Franken (BEL) |
| 23 april Vriendschappelijk № 178 «onderlinge duels» 16:00 uur (UTC+1) | Theo Timmermans 6', 10', 33' Faas Wilkes 58' |       | 3' Jean Baratte | Stadion Feijenoord, Rotterdam Toeschouwers: 64.000 Scheidsrechter: Laurent Franken (BEL) |

|                                                                       |                      |       |           |                                                                                |
| 27 april Vriendschappelijk № 179 «onderlinge duels» 18:30 uur (UTC+1) | Schotland            | 2 – 0 | Frankrijk | Hampden Park, Glasgow Toeschouwers: 125.683 Scheidsrechter: William Ling (ENG) |
| 27 april Vriendschappelijk № 179 «onderlinge duels» 18:30 uur (UTC+1) | Billy Steel 37', 80' |       |           | Hampden Park, Glasgow Toeschouwers: 125.683 Scheidsrechter: William Ling (ENG) |

|                                                                     |                   |       |                                      | |
| 22 mei Vriendschappelijk № 180 «onderlinge duels» 15:00 uur (UTC+1) | Frankrijk         | 1 – 3 | Engeland                             | Stade olympique Yves-du-Manoir, Colombes Toeschouwers: 61.308 Scheidsrechter: Karel van der Meer (NED) |
| 22 mei Vriendschappelijk № 180 «onderlinge duels» 15:00 uur (UTC+1) | Georges Moreel 1' |       | 8', 86' John Morris 24' Billy Wright | Stade olympique Yves-du-Manoir, Colombes Toeschouwers: 61.308 Scheidsrechter: Karel van der Meer (NED) |

|                                                                     |                                                            |       |                                |                                                                                                   |
| 4 juni Vriendschappelijk № 181 «onderlinge duels» 15:00 uur (UTC+1) | Frankrijk                                                  | 4 – 2 | Zwitserland                    | Stade olympique Yves-du-Manoir, Colombes Toeschouwers: 33.474 Scheidsrechter: George Reader (ENG) |
| 4 juni Vriendschappelijk № 181 «onderlinge duels» 15:00 uur (UTC+1) | Henri Baillot 26' Jean Grumellon 30' Jean Baratte 50', 84' |       | 73', 74' (pen.) Jacques Fatton | Stade olympique Yves-du-Manoir, Colombes Toeschouwers: 33.474 Scheidsrechter: George Reader (ENG) |

|                                                                      |                         |       |                                             | |
| 19 juni Vriendschappelijk № 182 «onderlinge duels» 15:00 uur (UTC+1) | Frankrijk               | 1 – 5 | Spanje                                      | Stade olympique Yves-du-Manoir, Colombes Toeschouwers: 52.217 Scheidsrechter: Giacomo Bertolio (ITA) |
| 19 juni Vriendschappelijk № 182 «onderlinge duels» 15:00 uur (UTC+1) | Jean Baratte 64' (pen.) |       | 15', 20', 26' Basora 65', 84' (pen.) Gaínza | Stade olympique Yves-du-Manoir, Colombes Toeschouwers: 52.217 Scheidsrechter: Giacomo Bertolio (ITA) |

|                                                                           |                      |       |                   |                                                                                          |
| 9 oktober kwalificatie WK 1950 № 183 «onderlinge duels» 15:00 uur (UTC+1) | Frankrijk            | 1 – 1 | Joegoslavië       | Stadion C.D.J.A., Belgrado Toeschouwers: 45.000 Scheidsrechter: Karel van der Meer (NED) |
| 9 oktober kwalificatie WK 1950 № 183 «onderlinge duels» 15:00 uur (UTC+1) | Željko Čajkovski 36' |       | 55' Henri Baillot | Stadion C.D.J.A., Belgrado Toeschouwers: 45.000 Scheidsrechter: Karel van der Meer (NED) |

|                                                                            |                  |       |                   |                                                                                                  |
| 30 oktober kwalificatie WK 1950 № 184 «onderlinge duels» 15:00 uur (UTC+1) | Frankrijk        | 1 – 1 | Joegoslavië       | Stade olympique Yves-du-Manoir, Colombes Toeschouwers: 53.569 Scheidsrechter: Eugen Scherz (SUI) |
| 30 oktober kwalificatie WK 1950 № 184 «onderlinge duels» 15:00 uur (UTC+1) | Henri Baillot 9' |       | 44' Stjepan Bobek | Stade olympique Yves-du-Manoir, Colombes Toeschouwers: 53.569 Scheidsrechter: Eugen Scherz (SUI) |

|                                                                          |                        |       |                   |                                                                                                |
| 13 november Vriendschappelijk № 185 «onderlinge duels» 14:30 uur (UTC+1) | Frankrijk              | 1 – 0 | Tsjecho-Slowakije | Stade olympique Yves-du-Manoir, Colombes Toeschouwers: 38.946 Scheidsrechter: Bill Evans (ENG) |
| 13 november Vriendschappelijk № 185 «onderlinge duels» 14:30 uur (UTC+1) | Jean Baratte 8' (pen.) |       |                   | Stade olympique Yves-du-Manoir, Colombes Toeschouwers: 38.946 Scheidsrechter: Bill Evans (ENG) |

|                                                                             |                                  |              |                                                           |                                                                                       |
| 11 december kwalificatie WK 1950 № 186 «onderlinge duels» 14:00 uur (UTC+1) | Frankrijk                        | 2 – 3 (n.v.) | Joegoslavië                                               | Stadio Comunale, Florence Toeschouwers: 25.000 Scheidsrechter: Giovanni Galeati (ITA) |
| 11 december kwalificatie WK 1950 № 186 «onderlinge duels» 14:00 uur (UTC+1) | Maik Walter 13' Jean Luciano 83' |              | 12', 84' (pen.) Prvoslav Mihajlović 114' Željko Čajkovski | Stadio Comunale, Florence Toeschouwers: 25.000 Scheidsrechter: Giovanni Galeati (ITA) |

FFF · A-internationals · Selecties · Bondscoaches · Frans vrouwenelftal · Olympisch elftal · Frankrijk U21 · Frankrijk U20 · Frankrijk U19 · Frankrijk U18 · Frankrijk U17 · Frankrijk U16 · Vrouwen U17
1904 – 1919 ·
1920 – 1929 ·
1930 – 1939 ·
1940 – 1949 ·
1950 – 1959 ·
1960 – 1969 ·
1970 – 1979 ·
1980 – 1989 ·
1990 – 1999 ·
2000 – 2009 ·
2010 – 2019 ·
2020 – 2029
EK's: 1984 · 
1992 · 
1996 · 
2000 · 
2004 · 
2008 · 
2012 · 
2016 · 
2020 · 
2024
WK's: 1930 · 
1934 · 
1938 · 
1954 · 
1958 · 
1966 · 
1978 · 
1982 · 
1986 · 
1998 · 
2002 · 
2006 · 
2010 · 
2014 · 
2018 · 
2022
OS: 1900 · 
1908 · 
1920 · 
1924 · 
1948 · 
1952 · 
1960 · 
1968 · 
1976 · 
1984 · 
1996 · 
2020
1904 · 
1905 · 
1906 · 
1907 · 
1908 · 
1909 · 
1910 · 
1911 · 
1912 · 
1913 · 
1914 · 
1915 · 1916 · 1917 · 1918 · 
1919 · 
1920 · 
1921 · 
1922 · 
1923 · 
1924 · 
1925 · 
1926 · 
1927 · 
1928 · 
1929 · 
1930 · 
1931 · 
1932 · 
1933 · 
1934 · 
1935 · 
1936 · 
1937 · 
1938 · 
1939 · 
1940 · 1941  · 
1942 · 
1943 · 1944  · 
1945 · 
1946 · 
1947 · 
1948 · 
1949 · 
1950 · 
1951 · 
1952 · 
1953 · 
1954 · 
1955 · 
1956 · 
1957 · 
1958 · 
1959 ·
1960 · 
1961 · 
1962 · 
1963 · 
1964 · 
1965 · 
1966 · 
1967 · 
1968 · 
1969 ·
1970 · 
1971 · 
1972 · 
1973 · 
1974 · 
1975 · 
1976 · 
1977 · 
1978 · 
1979 ·
1980 · 
1981 · 
1982 · 
1983 · 
1984 · 
1985 · 
1986 · 
1987 · 
1988 · 
1989 · 
1990 · 
1991 · 
1992 · 
1993 · 
1994 · 
1995 · 
1996 · 
1997 · 
1998 · 
1999 · 
2000 · 
2001 · 
2002 · 
2003 · 
2004 · 
2005 · 
2006 · 
2007 · 
2008 · 
2009 · 
2010 · 
2011 · 
2012 · 
2013 · 
2014 · 
2015 · 
2016 · 
2017 · 
2018 ·
2019 ·
2020 ·
2021 ·
2022 ·
2023
Albanië ·
Algerije ·
Andorra ·
Argentinië ·
Armenië ·
Australië ·
Azerbeidzjan ·
België ·
Bolivia ·
Bosnië en Herzegovina ·
Brazilië ·
Bulgarije ·
Canada ·
Chili ·
China ·
Colombia ·
Costa Rica ·
Cyprus ·
Denemarken ·
Duitse Democratische Republiek ·
Duitsland ·
Ecuador ·
Egypte ·
Engeland ·
Estland ·
Faeröer ·
Finland ·
Georgië ·
Gibraltar ·
Griekenland ·
Honduras ·
Hongarije ·
Ierland ·
IJsland ·
Iran ·
Israël ·
Italië ·
Ivoorkust ·
Jamaica ·
Japan ·
Joegoslavië ·
Kameroen ·
Kazachstan ·
Koeweit ·
Kroatië ·
Letland ·
Litouwen ·
Luxemburg ·
Malta ·
Marokko ·
Mexico ·
Moldavië ·
Nederland ·
Nieuw-Zeeland ·
Nigeria ·
Noord-Ierland ·
Noorwegen ·
Oekraïne ·
Oostenrijk ·
Paraguay ·
Peru · 
Polen ·
Portugal ·
Roemenië ·
Rusland ·
Saoedi-Arabië ·
Schotland ·
Senegal ·
Servië ·
Slovenië ·
Slowakije ·
Sovjet-Unie ·
Spanje ·
Togo ·
Tsjechië ·
Tsjecho-Slowakije ·
Tunesië ·
Turkije ·
Uruguay ·
Verenigde Staten ·
Wales ·
Wit-Rusland ·
Zuid-Afrika ·
Zuid-Korea ·
Zweden ·
Zwitserland
Albanië (2016) ·
Argentinië (2018) ·
Argentinië (2022) ·
Australië (2018) · 
België (1904) · 
België (2018) · 
Brazilië (1998) · 
Brazilië (2006) · 
Denemarken (2002) · 
Denemarken (2018) ·
Duitsland (2014) · 
Duitsland (2021) · 
Ecuador (2014) · 
Engeland (1982) · 
Engeland (2012) · 
Engeland (2022) ·
Honduras (2014) · 
Hongarije (2021) · 
Italië (2000) · 
Italië (2006) · 
Italië (2008) · 
Japan (2001) · 
Kameroen (2003) · 
Koeweit (1982) · 
Kroatië (2018) · 
Marokko (2022) ·
Mexico (2010) · 
Nederland (2008) · 
Nigeria (2014) ·
Noord-Ierland (1982) · 
Oekraïne (2012) · 
Oostenrijk (1982) · 
Peru (2018) · 
Polen (1982) · 
Polen (2022) ·
Portugal (2006) · 
Portugal (2016) ·
Portugal (2021) ·
Roemenië (2008) ·
Roemenië (2016) ·
Senegal (2002) · 
Spanje (1984) ·
Spanje (2006) ·
Spanje (2012) ·
Spanje (2021) ·
Togo (2006) ·
Tsjecho-Slowakije (1982) ·
Uruguay (2002) ·
Uruguay (2010) ·
Uruguay (2018) ·
Zuid-Afrika (2010) ·
Zuid-Korea (2006) ·
Zweden (2012) ·
Zwitserland (2006) ·
Zwitserland (2014) ·
Zwitserland (2016) ·
Zwitserland (2021)
Albanië · België · Bulgarije · Denemarken · Duitsland · Engeland · Estland · Finland · Frankrijk · Griekenland · Hongarije · Ierland · IJsland · Israël · Italië · Joegoslavië · Kroatië · Letland · Litouwen · Luxemburg · Nederland · Noord-Ierland · Noorwegen · Oostenrijk · Polen · Portugal · Roemenië · Schotland · Slowakije · Spanje · Tsjecho-Slowakije · Turkije · Wales · Zweden · Zwitserland